# Чемпіонат Загреба з футболу 1920
Чемпіонат футбольної асоціації Загреба 1920 (хорв. Prvenstvo Zagrebačkog nogometnog podsaveza 1920) — перший чемпіонат асоціації, що була створена 8 вересня 1919 року. Змагання проводились як в самому Загребі, так і в його околицях. Чемпіоном міста Загреб став клуб «Граджянскі», в провінції перемогла Марсонія з міста Брод на Саві. Фінал між чемпіонами центру і провінції не відбувся.

## Історія і регламент
У 1918—1919 роках у самому Загребі було проведено три чемпіонати. Після утворення футбольної асоціації Загреба з 1920 року до змагань долучились навколишні міста і містечка, що охоплювали більшу частину нинішньої Хорватії і невелику частину Боснії і Герцеговини. В момент створення асоціації до неї входили такі великі міста як Спліт і Осієк. Але уже в 1920 році у Спліті була створена власна асоціація, що того ж року провела перший чемпіонат Спліта. Окрема асоціація Осієка була утворена в 1924 році.
Змагання було поділене на 13 зон. До найсильнішої першої зони входили команди з Загреба, що в свою чергу були поділені на два розряди. Інші зони розташовувалися в таких містах: Карловац, Брод, Осієк, Вараждин, Беловар, Сісак, Баня-Лука, Дарувар, Пожега, Добой, Вінковці, Сушак. Переможці зон визначали у стикових матчах чемпіона провінції, що мав зіграти з чемпіоном Загреба.
У підсумку чемпіоном міста Загреба став клуб «Граджянскі», а чемпіоном провінції — клуб «Марсонія». Вирішальний матч між цими суперниками не відбувся.

## Чемпіонат Загреба

### Турнірна таблиця 1 розряду
|    | Команди    | М | В | Н | П | ГЗ | ГП | О  |
| -- | ---------- | - | - | - | - | -- | -- | -- |
| 1. | Граджянскі | 6 | 5 | 1 | 0 | 21 | 3  | 11 |
| 2. | ХАШК       | 6 | 5 | 0 | 1 | 15 | 6  | 10 |
| 3. | Конкордія  | 6 | 3 | 1 | 2 | 20 | 6  | 7  |
| 4. | Шпарта     | 6 | 2 | 1 | 3 | 7  | 9  | 5  |
| 5. | Вікторія   | 6 | 2 | 1 | 3 | 7  | 11 | 5  |
| 6. | Ілірія     | 6 | 1 | 0 | 5 | 1  | 15 | 2  |
| 7. | Кроация    | 6 | 1 | 0 | 5 | 4  | 25 | 2  |

### Склад чемпіона
«Граджянскі»: Драгутин Врджюка (4), Рікард Кінерт (2) — Ярослав Шифер (6), Фріц Федербер (4) — Драгутин Врбанич (6), Мар'ян Гольнер (5), Драгутин Врагович (4), Рудольф Рупець (3), Артур Фельбауер (2) — Еміл Першка (6.7), Карл Хайнлайн (5.6), Драгутин Бабич (5.1), Іван Гранець (5.4), Душан Пейнович (5), Гуго Кінерт (4.3).

### Другий розряд
Група «А»: 1. «Славія» 2. «Славен» 3. «Змай» 4. «Дербі» 5. «Тіпографія» 6. «Желєзнічар» 7. «Сава» 8. «Ярдан»
Група «Б»: 1. «Поштанські» ШК 2. ШК «Загреб» 3. «Макабі» 4. «Пролетер» 5. ШК «Самобор» (Самобор)

## Чемпіонати провінцій

### Група 2— Карловац
1. «Олімпія» (Карловац) 2. «Граджянські» (Карловац) 3. «Вініца» (Дуга Реса) 4. «Вікторія» (Карловац) 5. «Уніон» (Карловац)

### Група 3— Брод
1. «Марсонія» (Славонський Брод) 2. «Железнічар» (Славонський Брод) 3. «Граджянські» (Славонський Брод) 4. «Пролетер» (Славонський Брод) 5. «Вікторія» (Босанський Брод) 6. «Посавіна» (Славонський Брод)

### Група 4— Осієк
1. «Славія» (Осієк) 2. «Граджянські» (Осієк) 3. «Слога» (Осієк) 4. «Унітас» (Осієк) 4. «Макабі» (Осієк)

### Група 5— Вараждин
Півфінали: КШП (Крапіна) — «Драва» (Вараждин) — 1:11
ВШК (Вараждин) — ЛШК (Лудбред) — 12:0
Фінал: «Драва» — ВШК — 6:5

### Група 6— Беловар
Учасники: БШК (Беловар), «Гранічар» (Крижевці), ВГШК (Віровитиця), «Славен» (Копривниця), «Вікторія» (Копривниця), «Гранічар» (Джурджевац)
Фінал: «Славен» (Копривниця) — БШК (Беловар) — 3:0

### Група 7— Сісак
Учасники: «Славен» (Петрінья), «Желєзнічар» (Сісак), «Панонія» (Сісак), «Іваніц» (Іваніц Град), ГШК (Гліна)
Фінал: «Желєзнічар» (Сісак) — «Панонія» (Сісак) — 1:0

### Група 8— Баня-Лука
Учасники: «Країшнік» (Баня-Лука), «Слобода» (Босанські-Нові), ШК «Прієдор» …
Переможець: невідомий

### Група 9— Дарувар
Учасники: ДОНК (Дарувар), Маркс (Дарувар), «Граджянські» (Пакрац), «Караджиц» (Пакрац) …
Переможець: невідомий

### Група 10— Пожега
Учасники: «Пожешський ШК» (Пожега), «Змай» (Пожега) …
Переможець: невідомий

### Група 11— Добой
Учасники: «Дечко» (Дервента), «Добойський ШК» (Добой), «Добор» (Дервента) …
Переможець: «Дечко» (Дервента)

### Група 12— Вінковці
Учасники: «Сремац» (Вуковар), «Цибалія» (Вінковці), «Желєзнічар» (Вінковці), «Джаковский ШК» (Джаково), «Граджанські» (Джаково) …
Фінал:
«Цибалія» (Вінковці) — «Джаковский ШК» (Джаково) — 3:1

### Група 13— Сушак
Змагання не відбулись через перебування Сушака у складі Італії

## Фінальний турнір чемпіонату провінції
Півфінали: «Славен» (Копривниця) — «Олімпія» (Карловац) — 3:0
«Славія» (Осієк) — «Марсонія» (Брод) — 1:2
Фінал:
Серпень 1920. Загреб. «Славен» (Копривниця) — «Марсонія» (Брод) — 1:1
Основний і додатковий час не виявив переможця. «Марсонія» стала переможцем за жеребом.